# Чжоу Шоуїн
Чжоу Шоуїн (11 вересня 1969) — китайська академічна веслувальниця.
Срібна призерка Олімпійських Ігор 1988 року в складі розпашної четвірки зі стерновою, бронзова призерка 1988 року в складі вісімки, учасниця 1992 року.
Срібна призерка Чемпіонату світу 1989 року в складі розпашної четвірки без стернової.